# Jerma
La Jerma, en serbe cyrillique Јерма, ou en bulgare Erma (Ерма),  est une rivière qui coule en Serbie et à l'ouest de la Bulgarie. Sa longueur est de 74 km. 
La Jerma appartient au bassin de drainage de la mer Noire.

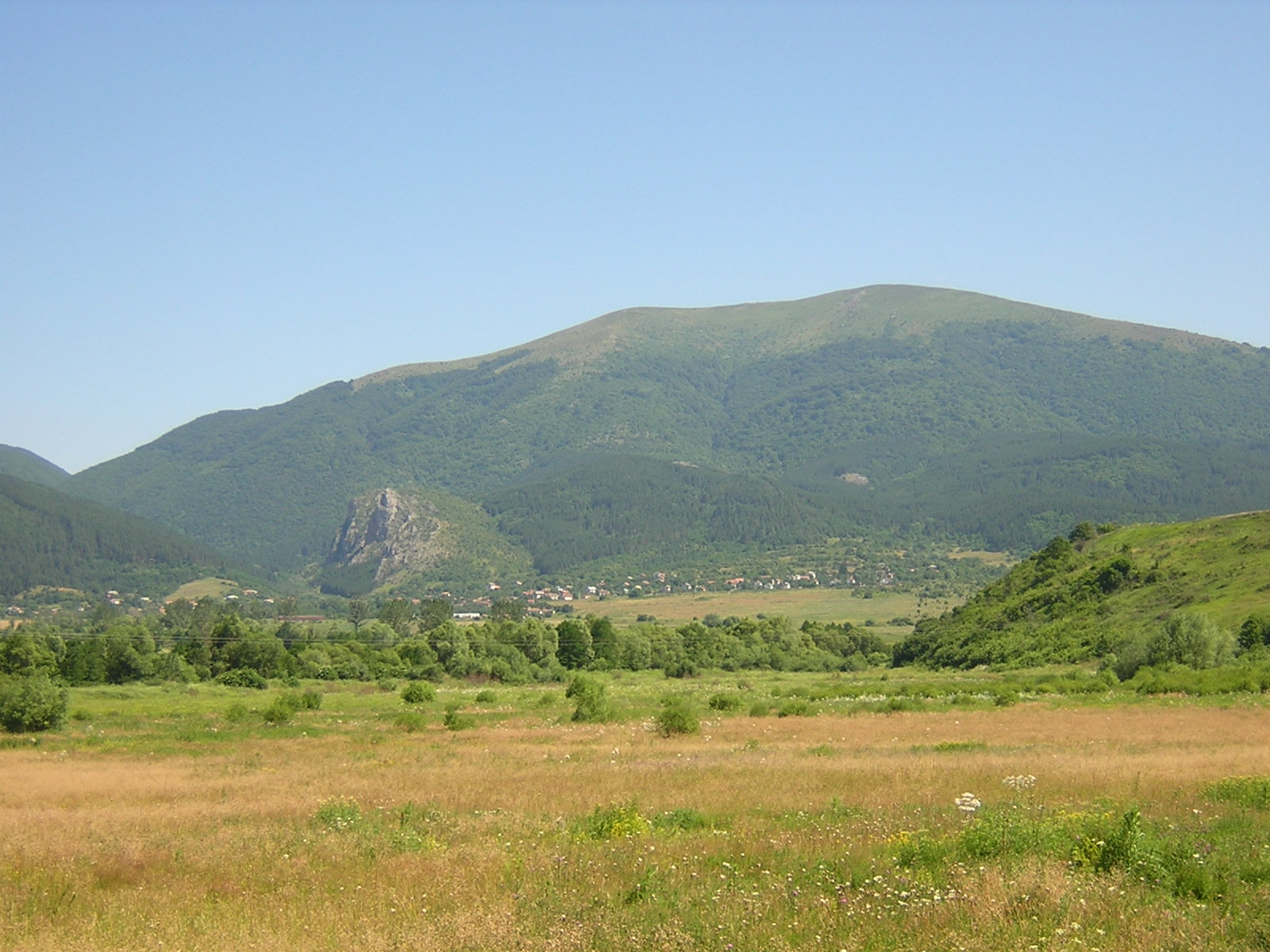
La vallée de la Jerma vue depuis le village Yarlovo, en Bulgarie

## Course

### Serbie
La Jerma prend sa source dans la région encore préservée de Krajište, au sud-est de la Serbie. Elle forme son cours entre le lac artificiel de Vlasina et la frontière avec la Bulgarie, coule en direction du nord-ouest sur les pentes orientales du mont Gramada, puis elle traverse le village de Klisura, après lequel elle entre dans la région de Znepolje (en bulgare, Znepole/Знеполе) et franchit alors la frontière une première fois à Strezimirovci.

### Bulgarie
Sous le nom d'Erma, la rivière poursuit sa course dans la région de Znepolje en contournant le versant oriental du mont Ruj. Après la ville de Tran, le centre de la région, elle est aussi connue sous le nom de Transka reka. L'Erma passe à proximité des villages de Glavanovtsi et Turokovtsi, où elle oblique vers le nord en traversant Tran. Après cette dernière localité, l'Erma emprunte la gorge de Transko zhdrelo (« gorge de Tran ») qu'elle a creusée, avant de recevoir reçoit son principal affluent, la Yablanitsa, juste avant de revenir en Serbie au bout d'une course de 26 km en Bulgarie. Elle franchit la frontière entre les villages de Bankya (Bulgarie) et de Petačinci (Serbie).

### De nouveau en Serbie
La Jerma poursuit sa course généralement vers le nord. Elle passe à Iskrovci et Zvonačka Banja, une pittoresque station thermale. Elle coule ensuite entre les monts Greben et Vlaška planina, près des villages de Trnsko Odorovce et Vlasi, ainsi qu'à proximité des monastères de Sveti Jovan, Sveti Nikolaj et Sveta Bogorodica, avant de se jeter dans la Nišava, au sud-est de Pirot. Elle aura parcouru 48 km en Serbie.
Dans la dernière partie de son cours, la Jerma traverse le bassin minier de Sukovo, ainsi nommé en raison du village éponyme de Sukovo, qui n'est pas situé sur les rives de la rivière elle-même mais un peu à l'ouest. Dans ce secteur, elle est aussi connue sous le nom de Sukovska reka (en serbe cyrillique : Суковска река, la « rivière de Sukovo »). 
La Jerma possède un potentiel de production hydroélectrique qui n'est plus exploité.

## Sources
- Mala Prosvetina Enciklopedija, 3e (1985), Prosveta  (ISBN 86-07-00001-2)
- Jovan Đ. Marković (1990): Enciklopedijski geografski leksikon Jugoslavije, Svjetlost-Sarajevo  (ISBN 86-01-02651-6)